# 1964 en rugby à XV
Cette page présente les faits marquants de l'année 1964 en rugby à XV : les principales compétitions et évènements liés au rugby à XV et rugby à sept ainsi que les naissances et décès de grandes personnalités de ce sport.

## Événements

### Avril
- Le Tournoi des Cinq Nations 1964 voit la victoire du pays de Galles et de l'Écosse. Le premier réussit deux victoires et concède deux matchs nuls, les Écossais gagnent trois rencontres pour une défaite contre les Gallois[1].

### Mai
- 14 mai :  la Section paloise remporte le Championnat de France 1963-1964 après avoir battu l'AS Béziers 14 à 0 en finale[2]. C'est le troisième titre de Pau, le précédent est obtenu en 1946.
- 30 mai : Le Challenge Yves du Manoir est remporté par l'AS Béziers qui bat la Section paloise par 6 à 3[3].

## Naissances
- 1er juillet : Bernard Laporte, joueur, entraîneur dirigeant français de rugby à XV, homme d'affaires et homme politique français.